# Фельдман, Павел Артёмович
Па́вел Артёмович Фе́льдман (р. 9 сентября 1949, с. Варваровка, Пензенская область) — Заслуженный учитель Российской Федерации (1995); педагог, методист, краевед, журналист, поэт.

## Биография
Окончил среднюю школу № 2 города Каменка, в 1975 году — Пензенский педагогический институт имени В. Г. Белинского.
С 1966 года работал в Клейменовской восьмилетней школе, затем на журналистской и комсомольской работе в Каменке.
С 1971 года — директор Александровской восьмилетней школы (содействовал строительству нового здания школы);
С 1976 года — директор Каменской средней школы № 1.
С 1983 года — директор Каменской средней школы № 7
С 1987 года — директор Каменской средней школы № 5 (в микрорайоне сахарного завода . Активно содействовал строительству нового здания школы). Школа была награждена Грамотой Академии педагогических наук СССР, дважды (в 1991 и 1995) признавалась «Школой года» Пензенской области; по инициативе П. А. Фельдмана ей присвоено имя П. Д. Киселёва и статус народно-патриотической. В 1993 году ввёл в педагогическую практику авторскую программу «Каменковедение»; основал школьный информационно-издательский центр.Учитель и директор высшей квалификационной категории.
Избирался депутатом городского и областного Советов народных депутатов.

### Семья
Дед по отцовской линии — Пётр Максимович Фельдман (1899—1938), дивизионный комиссар, начальник политуправления Черноморского флота.
Бабушка по отцовской линии — Ольга Борисовна Франк (1901—1981), первый директор созданной ею заводской средней школы в Каменке, ветеран войн и труда.
- отец — Артём Петрович Фельдман (7.9.1925 — 4.6.1993), инженер-технолог, ветеран войны и труда.
- мать — Александра Михайловна Фельдман (16.6.1923 — 3.10.2004), служащая, ветеран войны и труда.
- брат — Михаил Артёмович Фельдман (9.1.1952 — 16.8.1988), библиограф, редактор, поэт.
- жена — Нина Константиновна Фельдман (р. 1.8.1952), фельдшер, ветеран труда.
- сын — Сергей Павлович Фельдман (22.8.1973), инженер-механик.
- сын — Алексей Павлович Фельдман (8.3.1980), экономист.

## Краевед
С 1967 года изучал боевой путь и биографию уроженца села Александровка Каменского района подполковника А. А. Маловского — начальника 26-го пограничного отряда, участника обороны Одессы, кавалера орденов Боевого Красного Знамени, погибшего в 1942 году. Содействовал установке в 2012 году на здании школы № 1 в Каменке мемориальной доски А. А. Маловскому и присвоению его имени одной из улиц Каменки.
Является инициатором:
- открытия мемориального комплекса в школе № 1 г. Каменки, бюста выдающегося врача Н. Н. Бурденко в г. Каменке; бюста государственного деятеля России П. Д. Киселёва в музее школы № 5 г. Каменки.
- установки мемориальных камней и создания скверов «Основателям г. Каменки», «Каменским предпринимателям», М. Я. Бигееву
- создания историко-архитектурного музея под открытым небом в г. Каменке и заповедника «Алты авыл халкы»
- открытия галерей знаменитых земляков в Каменской автошколе ДОСААФ и Базе отдыха «Белая гора»
- установки 45 мемориальных досок знаменитым людям г. Каменки и Каменского района, в том числе 16 Героям Советского Союза и двум полным кавалерам орденов Славы[2].

Является одним из организаторов Новоженовских краеведческих и Бигеевских духовно-нравственных чтений, военно-патриотических форумов «Путь к подвигу».
Член Союза краеведов России (2000), Союза журналистов России (2014).
Автор более 100 научных статей, 50 книг и брошюр.

### Избранные труды
- Гордость земли Каменской. — Пенза, 2004. — 57 с.
- История кирпичного завода (1912—2012 гг.). — Пенза, 2012. — 98 с.
- Каменка и Каменский район от А до Я: Энциклопедический словарь. —Пенза. 1998.182с.
- Каменка. Памятная книга. 1951—2001 (50-летию города посвящается): учебное пособие для учащихся. — Пенза, 2001. — 87 с.
- Каменка. Путеводитель: родному городу в год его 60-летия! От каменских предпринимателей. — Каменка, 2011. — 22 с.
- Каменка с древнейших времен до середины XIX века. — Каменка, 1995. — 49 с.
- Каменка — судьбы моей начало…: Стихи и песни. — Каменка, 2015. — 64 с.
- Каменский сахарный завод (ОАО Атмис-сахар) 1975—2000. — Каменка, 2000. — 62 с.
- Каменский хлеб — всему голова: (исторический очерк. Каменский элеватор). — Каменка, 2016. — 83с.
- Каменцы в годы Великой Отечественной войны 1941—1945. — 2000.56с.
- Каменцы в Великой Отечественной войне 1941—1945 гг. — [Изд. 2-е, доп.]. — Каменка , 2010. — 54 с.[8]
- Край наш, каменский — родной: Стихи и песни. — Каменка, 2015. — 68 с.
- Краше нет родного края: учебное пособие для учащихся. — Каменка, 2008. — 161 с.
- Муса Бигеев — выдающийся ученый-энциклопедист: очерк жизни и деятельности .И. Х. Гуркин, П. А. Фельдман. — Каменка, 2013. — 47 с.
- Приказано выжить / НОУ ДПО Каменская автомобильная школа ДОСААФ России им. Героя Советского Союза В. С. Паршина. /— Каменка, 2010.46с.
- Путь в столетие: к 100-летию основания Каменского гарнизона. — Каменка, 2006. 42с.

## Награды и признание
- значок «Отличник народного просвещения» (1992)[2]
- Заслуженный учитель Российской Федерации (1995)[1][2]
- Ветеран труда (25.11.1996)
- победитель Всероссийского конкурса, посвящённого 200-летию со дня рождения А. С. Пушкина (1999)[3]
- победитель областного конкурса образовательных проектов Пензенской области[3]
- присвоено звание «Лучший директор школы Пензенской области»
- имя П. А. Фельдмана занесено на Аллею Почёта города Каменки (2009)[9].
- Памятная медаль «Патриот России» (2009)
- Медаль ДОСААФ России «Первый трижды Герой Советского Союза А. И. Покрышкин» (2013)
- Награжден 7 медалями
- Ветеран труда Пензенской области (16.09.2016)

## Примечание
1. 1 2 3 4  Стихи.ру.
2. 1 2 3 4 5 6 7 8 9 10 11 12  Р. Мизитова, 2014.
3. 1 2 3  Директор школы. МОУ Средняя общеобразовательная школа № 5 им. П. Д. Киселёва г. Каменки Пензенской области. Дата обращения: 6 октября 2018. Архивировано 9 октября 2018 года.
4. ↑  Маловский Алексей Александрович. Всенародная книга памяти Пензенской области (1 июня 2012). Дата обращения: 6 октября 2018. Архивировано 1 декабря 2020 года.
5. ↑  Слава отважным! :  [рус.] : [арх. 9 октября 2018] // Каменская новь : газета. — 2012. — 31 мая.
6. ↑  Также член оргкомитета чтений [см.: Бигеевские чтения. г. Каменка Пензенской области. Татарская автономия Пензенской области (12 апреля 2016). Дата обращения: 6 октября 2018. Архивировано 17 октября 2018 года.].
7. ↑  Земля наша Каменская (тематический список литературы). Центральная библиотека г.Каменки. Дата обращения: 6 октября 2018. Архивировано 7 октября 2018 года.
8. ↑  Карточка каталога РГБ. Дата обращения: 6 октября 2018. Архивировано 7 октября 2018 года.
9. ↑  Постановление Администрации г. Каменки Каменского района от 05.06.2009 № 164 «О занесении на Аллею Почета города Каменки». Пенза 7. Обратная связь. Дата обращения: 6 октября 2018. Архивировано из оригинала 9 октября 2018 года.